# Harmstonia ichilo
Harmstonia ichilo är en tvåvingeart som beskrevs av Robinson och Norman E. Woodley 2005. Harmstonia ichilo ingår i släktet Harmstonia och familjen styltflugor.
Artens utbredningsområde är Bolivia. Inga underarter finns listade i Catalogue of Life.